# OnLive
OnLive a fost o companie care oferea servicii de cloud gaming și cloud desktop. Jocurile puteau fi jucate gratuit timp de 30 de minute, pentru a putea juca tot jocul, trebuia să îl cumperi (magazinul era valabil în România).
Jocurile erau transmise prin Internet, nu trebuiau sa se descarce și nu necesitau un computer performant, toate jocurile putând fi jucate la calitate maximă și pe un computer mai vechi.
Compania Sony a cumpărat drepturile OnLive pe 2 aprilie 2015, anunțând că OnLive își va înceta activitatea pe 30 aprilie 2015. Un succesor al OnLive este ''PlayStation Now'', făcut pe baza unei alte platforme de cloud gaming, Gaikai.